# Vector energètic
Un vector energètic és aquella substància o dispositiu que emmagatzema energia, de tal manera que aquesta es pugui alliberar posteriorment de forma controlada. Es diferencien de les fonts primàries d'energia en què, a diferència d'aquestes, es tracta de productes manufacturats, en els que prèviament s'ha invertit una quantitat d'energia més gran per a la seva elaboració.
Exemples típics de vectors energètics són les bateries, les piles, condensadors, l'hidrogen, l'aigua continguda en una represa, els volants inercials o, fins i tot, els dipòsits d'aire comprimit o els ressorts.
Nota: El petroli, el gas i el carbó (en general tots els combustibles fòssils), que són extrets de la terra, es poden considerar vectors que han estat prèviament "recarregats", mentre que les bateries, l'hidrogen i altres vectors, contenen energia de fonts actuals.

## Hidrogen
El vector energètic que més atenció està acaparant és l'hidrogen, postulat com a possible candidat per substituir el petroli com a combustible en l'automoció. Multitud d'associacions ecologistes defensen l'ús de l'hidrogen per ser un combustible net. Tot i això, l'hidrogen, pel seu caràcter de vector energètic només pot ser considerat net si prové, al seu torn, de fonts d'energia renovables.
Actualment l'hidrogen s'obté en un 95% de combustibles fòssils (carbó, petroli i gas natural), i només en un 5% mitjançant hidròlisi, tenint en compte que l'electricitat de la hidròlisi es genera al seu torn principalment mitjançant la crema de combustibles fòssils. Però fins i tot si només es generés hidrogen mitjançant hidròlisi provinent d'energies renovables (energia eòlica o similars), la  National Academy of Engeneering  estima que l'eficiència del procés és de només un 30%. Això significa que en el procés de conversió d'electricitat a hidrogen, es perd el 70% de l'energia. Per aquest motiu i per les dificultats tècniques d'emmagatzematge de l'hidrogen, encara no és clar si una millora en les prestacions de les bateries pot ser, a mitjà termini, una millor estratègia que l'hidrogen per dotar d'energia als vehicles.